# 横山龍雄
横山 龍雄（よこやま たつお、1919年〈大正8年〉1月3日 - 1997年〈平成9年〉12月8日）は、日本の政治家。高知市長（4期）。

## 経歴
高知県長岡郡介良村（現在の高知市）に生まれる。介良村尋常高等小学校を経て、介良村青年学校に入るが中退。専門学校入学者資格試験に合格し、高知市役所に入る。水道課勤務を皮切りに、財政課長、民生、総務、経済の各部長、企画室長などを歴任し、1967年（昭和42年）高知市助役となる。高知市長の坂本昭を補佐し、国民健康保険の実施や中央卸売市場の移転などに尽力した。1978年（昭和53年）坂本の後を受けて、高知市長に当選。4期務めた。在任中はし尿処理場の建設、自然災害特に台風への対策、市役所の昼休みの窓口業務の開始、市制100周年事業の実施、自由民権記念館の建設など、多くの業績を残した。市長は1994年（平成6年）まで務めた。翌1995年（平成7年）に勲三等旭日中綬章を受章した。